# Pablo Rosenberg
Pablo Rosenberg (hebreo: פבלו רוזנברג) (n. 1965, Argentina) es un cantante israelí nacido en Argentina.

## Biografía
Pablo Rosenberg nació en Rosario, Argentina en 1965 en el seno de una familia judeo-argentina. Su familia emigró a Israel cuando tenía 6 años de edad. Se unió a la banda de rock israelí «Stella Maris». En 2010, se unió al panel de jueces de Kochav Nolad, la versión israelí de American Idol.
Rosenberg nació en Rosario, Argentina . A la edad de seis años se trasladó con su familia a la ciudad israelí de Beit Shean. A la edad de 10, Rosenberg recibió su primera guitarra. Rosenberg comenzó a estudiar medicina , pero se retiró después del primer año. En 1985, Rosenberg sirvió como oficial en el Cuerpo de Señales y creó la banda "Monitor 1", que fue la primera composición del "Monitor" (más tarde formaron la banda "Monitor 2" con el cantante Moni Arnón). 
Rosenberg fue también un cantante de bodas éxito en los años 80 tardíos, bandas como "Mandarin", "Señora caliente" Rafi glow "slishiit a David." Cuando fue liberado se unió a la banda de rock "Stella Maris", después de que los veteranos se acercaron a la banda de Nick Miller, Dovi Sony y Fima Schuster. La banda firmó en 1992 con Helicon, y ese año lanzó su primer CD, "Stella Maris". Rosenberg fue un vocalista, y ayudó a escribir algunas de las canciones. Canción más exitosa del álbum fue "buenas noches", y las canciones las que ha participado escritos eran "Déjame ir" Viniendo a casa ahora. "